# 拓家河水库
拓家河水库是中国陕西省延安市洛川县境内的一座水库，位于仙姑河上，建于1974年。水库正常库容为1100万立方米，集雨面积为295平方千米，海拔为1083米。